# ورزشگاه دونباس آرنا
ورزشگاه دونباس آرنا  (به اوکراینی: Донбас Арена)، (به انگلیسی: Donbass Arena) ورزشگاهی است که در شهر دونتسک در کشور اوکراین قرار دارد. بخشی از مسابقات جام ملت‌های اروپا ۲۰۱۲ در این ورزشگاه برگزار شد.
این ورزشگاه در ۲۷ ژوئن ۲۰۰۶ شروع به ساخت و ۲۹ آگوست ۲۰۰۹ تأسیس شده‌است.